# Subulicystidium
Subulicystidium Parmasto (szydłowniczek) – rodzaj grzybów z rodziny Hydnodontaceae. W Polsce występuje jeden gatunek.

## Charakterystyka
Grzyby kortycjoidalne o owocniku rozpostartym, rozproszonym, pajęczynowatym. Hymenofor gładki lub nieco aksamitny z powodu wystających cystyd, brzeg niezróżnicowany. System strzępkowy monomityczny, strzępki ze sprzążkami, inkrustowane. Cystydy szypułkowate, charakterystycznie inkrustowane prostokątnymi kryształami, ornamentacja składa się z dwóch rzędów ułożonych wstęgowo struktur w poprzek głównej osi cystyd, wolne końce tych struktur są podwójnie refrakcyjne. Podstawki w kształcie urny, 4-sterygmowe ze sprzążką u podstawy. Bazydiospory wrzecionowate do esowatych, gładkie, szkliste, nieamyloidalne.
Subulicystidium charakteryzuje się przede wszystkim cystydami inkrustowanymi prostokątnymi kryształkami. Badania molekularne przeprowadzone przez Hibbetta i Bindera (2002) oraz Larssona i in. (2004) wykazały, że Subulicystidium jest blisko spokrewniony z Tubulicium vermiferum i obydwa obok innych gatunków znajdują się w kladzie Trechispora, mimo różnic w zakresie cech morfologicznych i ekologicznych.

## Systematyka i nazewnictwo
Pozycja w klasyfikacji według Index Fungorum: Hydnodontaceae, Trechisporales, Incertae sedis, Agaricomycetes, Agaricomycotina, Basidiomycota, Fungi.
Polską nazwę nadał Władysław Wojewoda w 1999r
Gatunki występujące w Polsce:
- Subulicystidium longisporum (Pat.) Parmasto 1968 – szydłowniczek długozarodnikowy
- Subulicystidium perlongisporum Boidin & Gilles 1988[4]

Nazwy naukowe na podstawie Index Fungorum. Wykaz gatunków według Władysława Wojewody i innych.